# 舞鶴線
舞鶴線（まいづるせん）は、京都府綾部市の綾部駅から京都府舞鶴市の東舞鶴駅に至る西日本旅客鉄道（JR西日本）の鉄道路線（地方交通線）である。路線記号はL。
日本海軍の舞鶴鎮守府が置かれ、軍港のあった舞鶴への鉄道として建設された。かつて出征者や引揚者の輸送で賑わった路線も現在は舞鶴市などへのビジネス利用や丹後・若狭地方への観光路線となっている。全区間が近畿統括本部の直轄である。
路線記号は2014年に制定されたが、2016年3月26日ダイヤ改正より福知山支社管内での路線記号の本格使用が開始され、舞鶴線においても時刻表や223系5500番台の方向幕で、ラインカラーならびに路線記号の使用を開始した。
2021年3月13日より、線内の一部の駅（綾部駅・西舞鶴駅・東舞鶴駅）でICOCAが利用可能となった。

## 路線データ
- 管轄（事業種別）：西日本旅客鉄道（第一種鉄道事業者）
- 路線距離（営業キロ）：26.4 km
- 軌間：1,067 mm（狭軌）
- 駅数：6駅（起終点駅含む）
  - 舞鶴線所属駅に限定した場合、山陰本線所属の綾部駅[5] が除外された5駅になる。
- 複線区間：なし（全線単線）
- 電化区間：全線（直流1,500 V）
- 閉塞方式：単線自動閉塞式
- 最高速度：95 km/h
- 運転指令所：近畿総合指令所福知山指令室
- IC乗車カード対応区間：
  - ICOCAエリア：東舞鶴駅・西舞鶴駅・綾部駅のみ利用可能。

## 運行形態

### 特急列車
京都駅 - 東舞鶴駅間に特急「まいづる」が下り8本、上り7本運転されている。以前は土曜・休日・夏季やカニシーズンを中心に「まいづる」のうち1往復が小浜線の小浜駅まで乗り入れていた。なお、綾部駅で進行方向が逆転（スイッチバック）する。
他の北近畿方面の特急と異なり、大阪方面の直通列車は設定されていないが、東舞鶴駅 - 福知山駅間に綾部駅から山陰本線に乗り入れ福知山駅で大阪方面の特急「こうのとり」と接続する普通列車が設定されている。ただし、当該列車のすべてが東舞鶴駅 - 福知山駅間の直通運転とは限らないため、時間帯によっては綾部駅で乗り換える必要がある。1999年10月1日までは大阪から「エーデル北近畿」が東舞鶴駅まで乗り入れていた。なお、東舞鶴駅 - 大阪駅間の距離は福知山駅経由（152.9 km）よりも山陰本線・京都駅経由（145.4 km）のほうが若干短い。

### 普通列車
普通列車は福知山駅・綾部駅 - 東舞鶴駅間で1時間に1本程度運転されており、一部は「リレー号」として綾部駅で山陰本線の特急「きのさき」と接続している。小浜線の列車も朝5時台に西舞鶴発敦賀行きと夜22時台に敦賀発西舞鶴行きが乗り入れており、車両も125系電車が使用されている。
このほか西舞鶴駅 - 東舞鶴駅間の列車が下りが2本、上りが1本設定されている。全線でワンマン運転を実施しているが、一部列車には車掌が乗務することもある。
以前は、朝に東舞鶴発綾部行きの快速列車（途中停車駅は西舞鶴駅のみ）が1本のみ運行されていたが、2006年10月21日のダイヤ改正をもって廃止された。2013年3月16日から新たに快速が設定されたが、これは1年前の2012年3月17日改正で真倉駅を通過とした普通列車の名義を変更したものであり、列車の性質は異なる。
その後2021年3月13日のダイヤ改正において舞鶴線内の快速が廃止され各駅に停車する普通列車となったことから、再び普通列車と特急列車のみの運行に戻った。
夜間滞泊は西舞鶴駅のみで行っているため、西舞鶴駅 - 東舞鶴駅間に回送列車が設定されている。

### 過去の運行形態
非電化時代は一時期、山陰本線・舞鶴線・北近畿タンゴ鉄道宮津線（当時）・同宮福線を経由して福知山市・綾部市・舞鶴市・宮津市を循環する「四都市循環列車」を運転していたことがあった。その経路は次の通りである。
- 福知山駅→（山陰本線）→綾部駅→（舞鶴線）→西舞鶴駅→（北近畿タンゴ鉄道宮津線）→宮津駅→（北近畿タンゴ鉄道宮福線）→福知山駅
- 西舞鶴駅→（舞鶴線）→綾部駅→（山陰本線）→福知山駅→（北近畿タンゴ鉄道宮福線）→宮津駅→（北近畿タンゴ鉄道宮津線）→西舞鶴駅

山陰本線の嵯峨野線にあたる京都駅 - 園部駅間がまだ非電化だった頃は、当時あった特急・急行とは別に綾部駅でスイッチバックし、京都駅 - 東舞鶴駅間を直通する普通列車が運転されていたこともあった。

## 使用車両

### 現在の使用車両
特急「まいづる」のうち一部の列車のみが北近畿タンゴ鉄道の気動車で運転される。
そのほかの列車はすべてJR西日本の電車で運転されている。
JR西日本所有
- 113系・223系
  - 吹田総合車両所福知山支所所属。ワンマン運転に対応しており、山陰本線から直通して全線で運転されている。

- 125系
  - 金沢総合車両所敦賀支所所属。ワンマン運転に対応しており、1日1往復のみ小浜線から直通して東舞鶴駅 - 西舞鶴駅間で運転されていたが、2023年3月18日から全線で使用されている。

- 287系
  - 吹田総合車両所福知山支所所属。特急「まいづる」で使用される付属編成3連が運転されている。

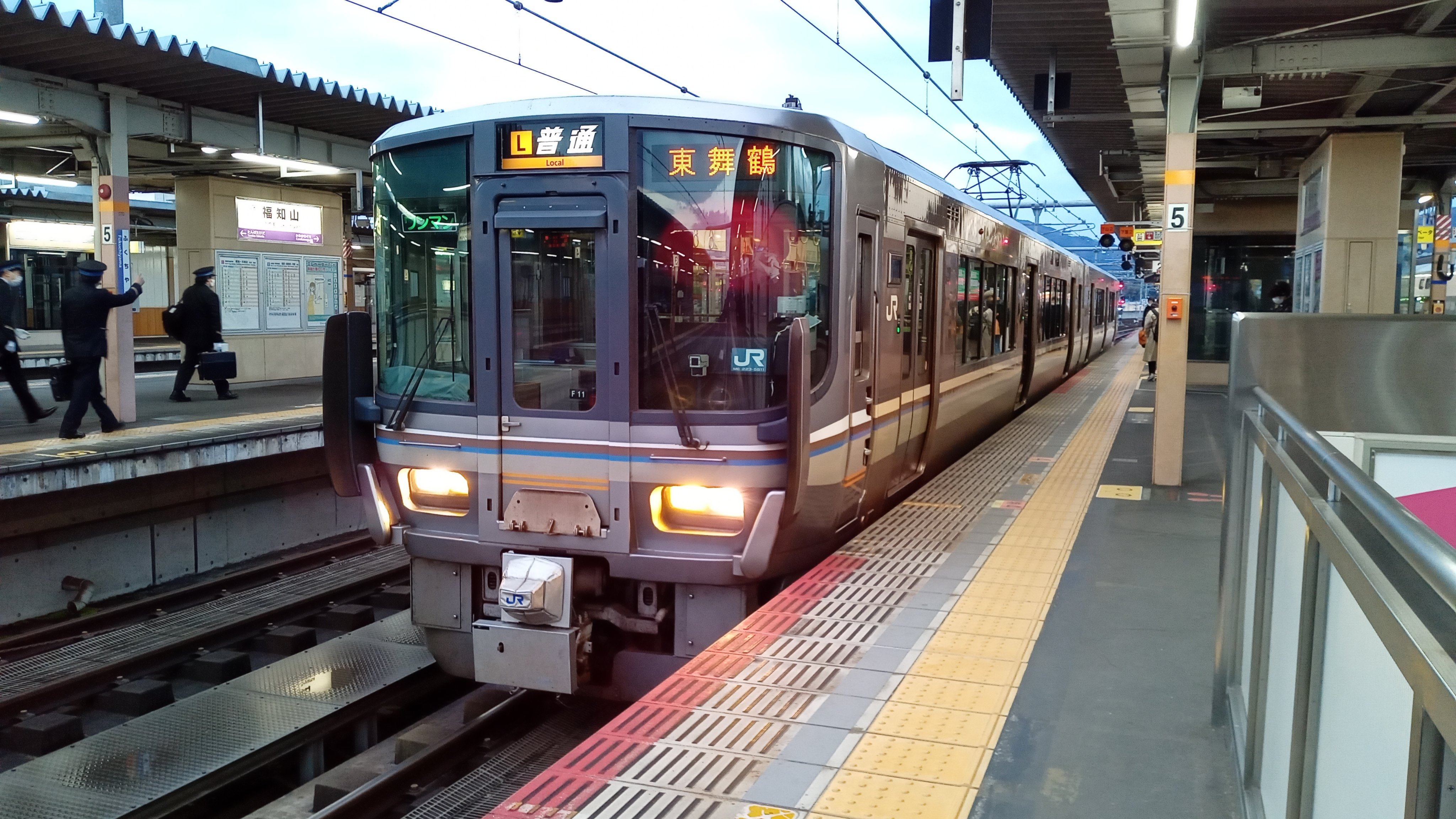
223系5500番台
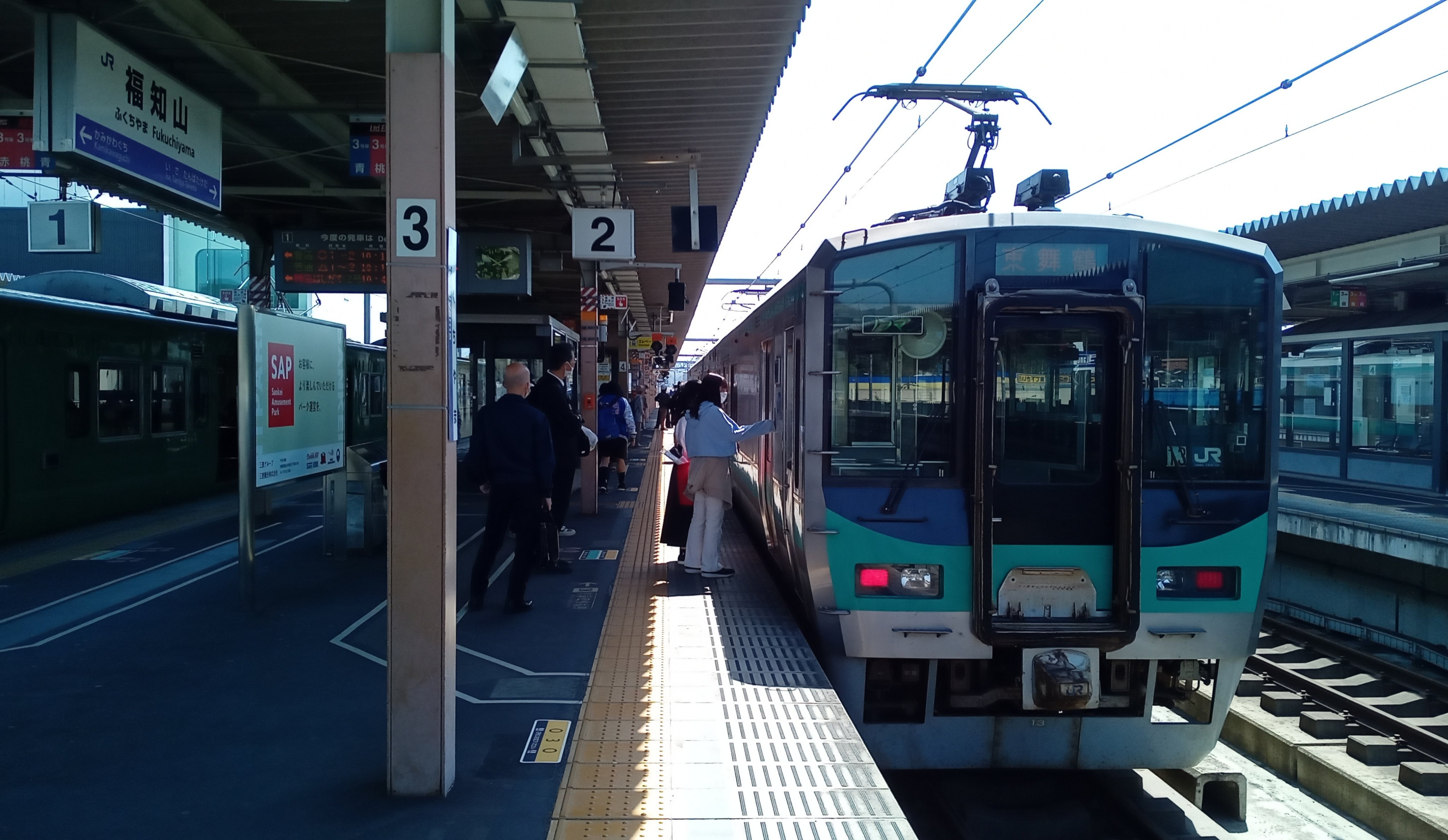
125系

北近畿タンゴ鉄道所有
- KTR8000形気動車
  - 2008年（平成20年）まで西舞鶴駅から北近畿タンゴ鉄道宮津線（現在の京都丹後鉄道宮舞線・宮豊線）へ乗り入れる列車を併結していたが、ルート変更により単独運転になっている。

### 過去の使用車両
以下に書かれている路線のうち宮津線は、1987年（昭和62年）まで国鉄、同年4月1日からJR西日本、1990年（平成2年）4月1日から北近畿タンゴ鉄道、2015年（平成27年）4月1日から「京都丹後鉄道」の名でWILLER TRAINSが運営し、西舞鶴駅 - 宮津駅間は「宮舞線」、宮津駅 - 豊岡駅間は「宮豊線」の愛称が付けられている。
2015年4月現在、西舞鶴機関区は北近畿タンゴ鉄道西舞鶴運転区、福知山機関区はJR西日本福知山電車区、敦賀運転所はJR西日本敦賀地域鉄道部敦賀運転センター車両管理室、向日町運転所はJR西日本京都総合運転所となっている。

#### 蒸気機関車
- 9600形
  - 西舞鶴機関区に所属し、宮津線網野駅からの乗り入れで、貨物列車や旅客列車等として綾部駅まで運用されていた。

#### ディーゼル機関車
- DE10形
  - 宮津線および、舞鶴港線（西舞鶴駅から舞鶴港駅〈旧・海舞鶴駅〉を結んでいた貨物線で、1985年〈昭和60年〉3月14日で廃止）と貨物列車で共通運用されていた。
  - 現在は1両（1104号機）が、JR西日本のグループ会社嵯峨野観光鉄道に払い下げられ、トロッコ嵯峨駅 - トロッコ亀岡駅間で「ロマンチックトレイン嵯峨野」としてトロッコ列車を牽引している。

#### 気動車
- キハ17形

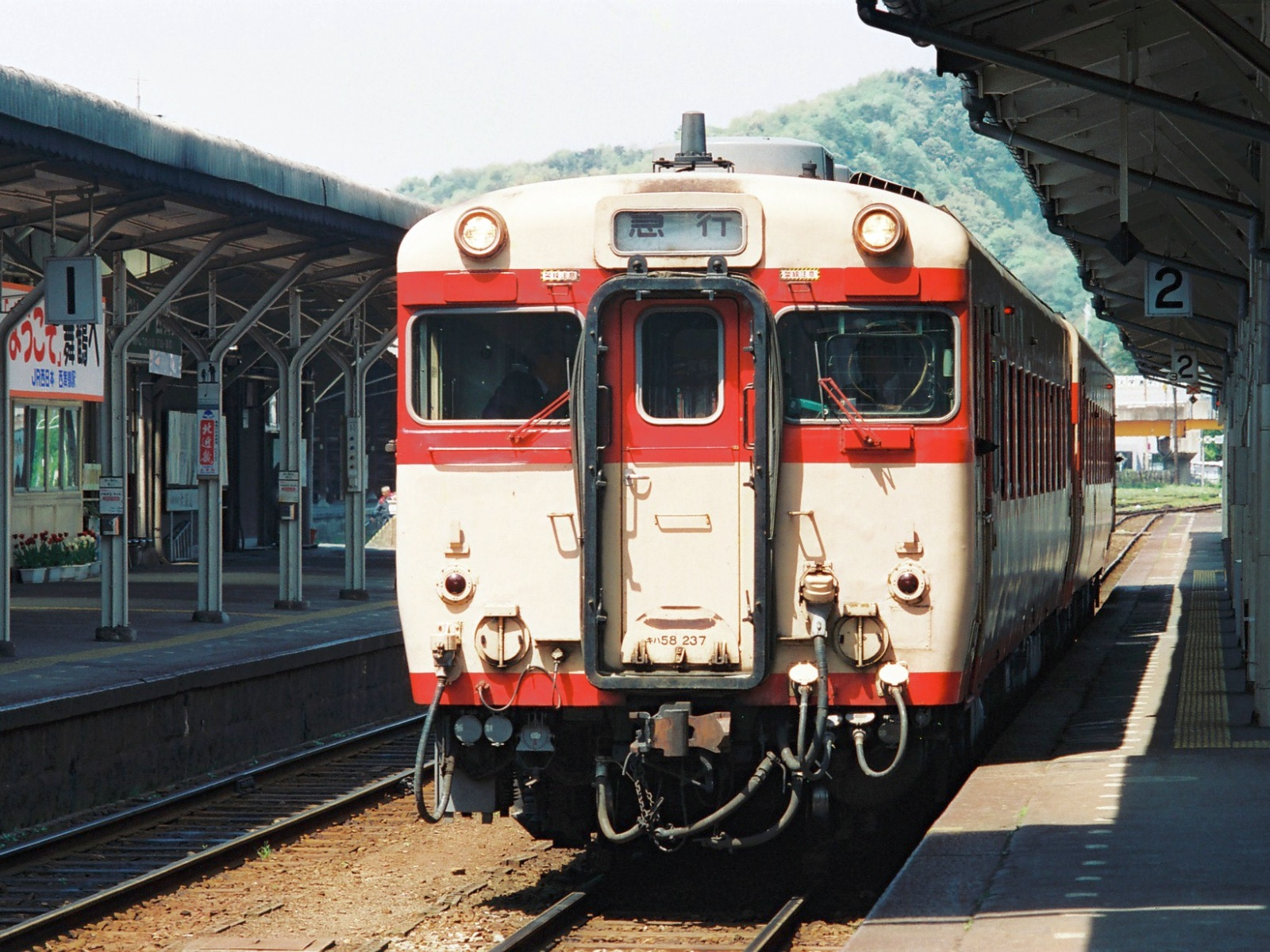
キハ58系を使用した急行「はしだて」（1988年 西舞鶴駅）

  - 福知山機関区所属で、宮津線および、中舞鶴線（1972年〈昭和47年〉11月1日で廃止）と共通運用されていた。
- キハ20系
  - 福知山機関区所属で、小浜線および宮津線・山陰本線と共通運用されていた。
- キハ55系
  - 福知山機関区所属で、山陰本線直通の準急（のちに急行）「丹後」「わかさ」でも使用、末期は宮津線で運用された。
- キハ58系
  - 一部の車両が敦賀運転所に所属し、山陰本線への直通や、小浜線や宮津線で急行「丹後」を中心に、北近畿タンゴ鉄道宮津線に転換後も運用、1996年（平成8年）3月16日の急行「丹後」廃止以後も、1997年（平成9年）および1998年（平成10年）夏季・冬季に運行された急行「舞鶴」をはじめとする各種臨時急行や普通列車で1999年（平成11年）10月2日の電化まで30余年間走り続けた。
- キハ40系
  - 山陰本線・宮津線および、小浜線と共通で運用。東舞鶴駅以南は、福知山機関区所属のキハ47形（両開き2扉）、東舞鶴以北は敦賀運転所所属のキハ48形（片開き2扉との共通運用）が北陸本線米原駅および東海道本線彦根駅、湖西線近江今津駅までと分かれて運用されていた。
- キハ82系
  - 向日町運転所の所属で、山陰本線への直通や宮津線で特急「あさしお」として1982年（昭和57年）まで運用された。
- キハ181系
  - 向日町運転所の所属で、山陰本線への直通や宮津線で特急「あさしお」を中心に、北近畿タンゴ鉄道宮津線に転換後も運用され、1996年（平成8年）3月16日の廃止以後も1997年（平成9年）から1999年（平成11年）の夏季・冬季に運行された臨時特急「たんご」（多客臨）として運行していた。また、時折団体列車として乗り入れることがあった。

#### 電車
- 183系

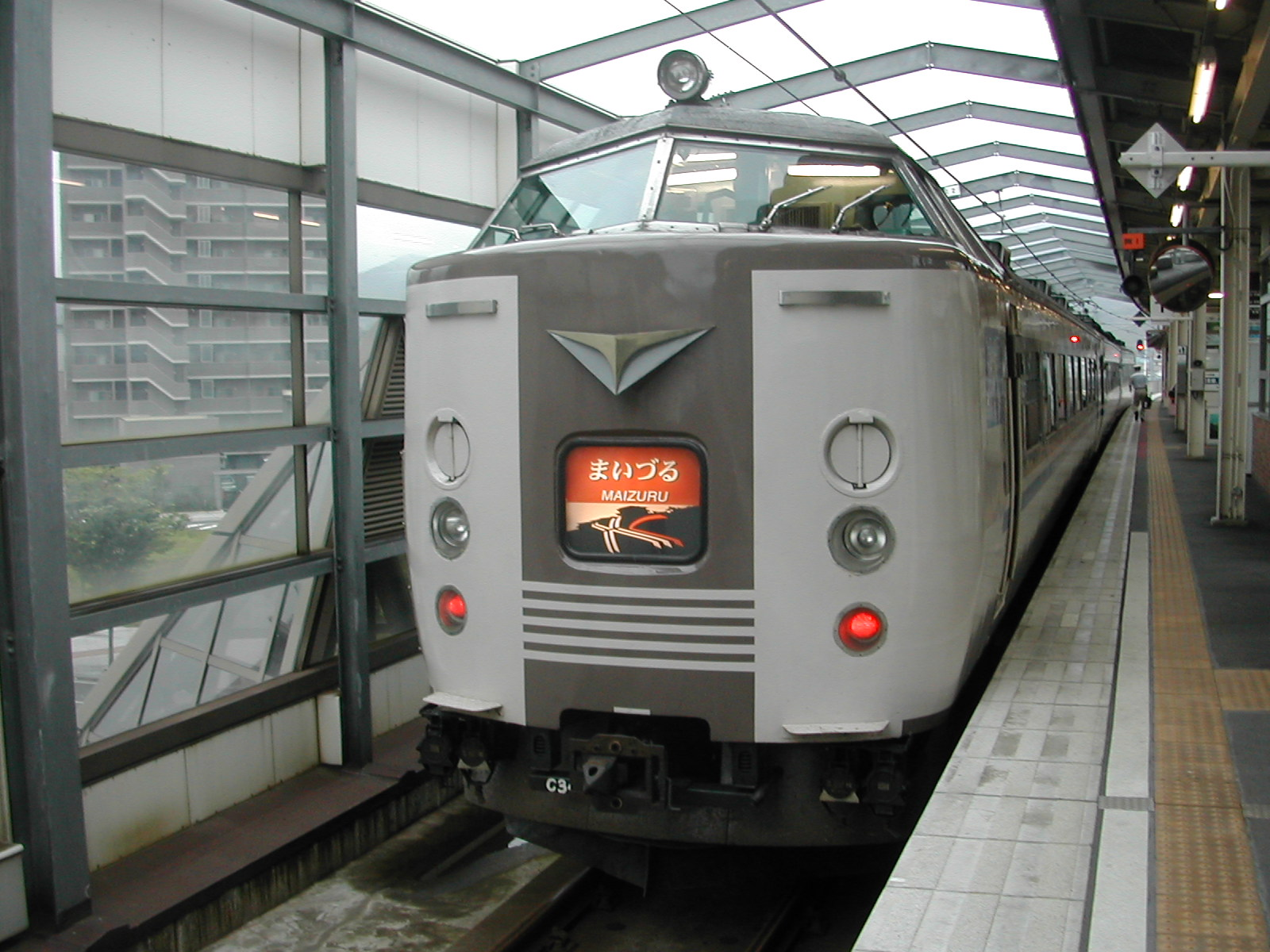
183系（東舞鶴駅）

  - 1999年（平成11年）10月2日の電化開業から2011年（平成23年）3月12日のダイヤ改正まで、特急「まいづる」に使用されていた。
- 115系
  - 2022年3月11日に運用終了。113系と同様ワンマン運転に対応しており、山陰本線から直通して全線で運用されていた。

## 利用状況
ほぼ全列車が全線を走破するが、その利用は京都府北部の中核都市である舞鶴市の代表駅である東舞鶴駅と西舞鶴駅が中心であるため、西舞鶴駅以外の途中駅は利用が低迷している。
特急列車及び特急に接続する普通列車（特急リレー号）は、舞鶴市に国や府の出張官庁、また企業の支店・営業所などが集中していることからビジネス利用が多いが、それ以外の普通列車は通学などでの利用が多い。
1999年（平成11年）10月に電化開業して以後、一貫して利用者数を増やしてきたが、近年は微減傾向である。

### 平均通過人員
各年度の平均通過人員（人/日）は以下のとおりである。
| 年度                   | 平均通過人員（人/日） | 出典   |
| 年度                   | 東舞鶴 - 綾部         | 出典   |
| ---------------------- | --------------------- | ------ |
| 2013年度（平成25年度） | 3,163                 | [ 22 ] |
| 2014年度（平成26年度） | 3,172                 | [ 23 ] |
| 2015年度（平成27年度） | 3,221                 | [ 24 ] |
| 2016年度（平成28年度） | 3,272                 | [ 25 ] |
| 2017年度（平成29年度） | 3,368                 | [ 26 ] |
| 2018年度（平成30年度） | 3,277                 | [ 27 ] |
| 2019年度（令和元年度） | 3,276                 | [ 28 ] |
| 2020年度（令和02年度） | 2,602                 | [ 29 ] |
| 2021年度（令和03年度） | 2,511                 | [ 30 ] |
| 2022年度（令和04年度） | 2,985                 | [ 31 ] |
| 2023年度（令和05年度） | 2,948                 | [ 32 ] |

## 歴史
元は阪鶴鉄道・京都鉄道が計画していた路線だが、日露戦争を控え着工を急ぐ必要性から1904年に官設で福知山駅 - 綾部駅 - 新舞鶴駅（現在の東舞鶴駅）間と支線が開通、阪鶴鉄道に貸与されて開業した。
支線として舞鶴港線（西舞鶴駅 - 舞鶴港駅間）や、出征者や戦場からの引揚者を運んだ中舞鶴線（東舞鶴駅 - 中舞鶴駅間）などを有していたが、1985年までにすべて廃止されている。

### 年表
- 1904年（明治37年）11月3日：福知山駅 - 綾部駅 - 新舞鶴駅間が官設で開業（綾部駅 - 新舞鶴駅間は16.4M≒26.39 km）。同時に阪鶴鉄道に貸与。現在の舞鶴線にあたる区間に綾部駅・梅迫駅・舞鶴駅（現在の西舞鶴駅）・新舞鶴駅（現在の東舞鶴駅）が開業[33][34]。舞鶴駅 - 舞鶴海岸荷扱所の軍用線も開業。
- 1907年（明治40年）
  - 8月1日：阪鶴鉄道が国有化[35]。
  - 11月1日：舞鶴駅 - 舞鶴海岸荷扱所に営業マイル設定（1.0M≒1.61 km）。舞鶴海岸荷扱所が正式開業。
- 1909年（明治42年）10月12日：国有鉄道線路名称制定に伴い、神崎駅（現在の尼崎駅） - 福知山駅 - 新舞鶴駅間、舞鶴駅 - 舞鶴海岸荷扱所間などが阪鶴線（はんかくせん）になる[36]。
- 1912年（明治45年）3月1日：綾部駅 - 新舞鶴駅間、舞鶴駅 - 舞鶴海岸荷扱所間が分離され、舞鶴線（まいづるせん）に改称[37]。
- 1913年（大正2年）4月10日：舞鶴海岸荷扱所が海舞鶴駅に改称。舞鶴駅 - 海舞鶴駅間の旅客営業を開始。
- 1919年（大正8年）7月21日：支線（中舞鶴線）新舞鶴駅 - 中舞鶴駅間（2.1M≒3.38 km）が開業。東門駅（のちの北吸駅）・中舞鶴駅が開業[38]。
- 1924年（大正13年）4月12日：舞鶴駅 - 海舞鶴駅間の旅客営業が廃止。
- 1929年（昭和4年）6月1日：梅迫駅 - 舞鶴駅間に中筋信号場が開設。
- 1930年（昭和5年）4月1日：営業距離の単位をマイルからメートルに変更（綾部駅 - 新舞鶴駅間 16.4M→26.4 km、舞鶴駅 - 海舞鶴駅間 1.0M→1.8 km、新舞鶴駅 - 中舞鶴駅間 2.1M→3.4 km）。貨物支線 新舞鶴駅 - 新舞鶴港駅間 (1.3 km) が開業。貨物駅として新舞鶴港駅が開業。
- 1939年（昭和14年）6月1日：新舞鶴駅が東舞鶴駅に、新舞鶴港駅が東舞鶴港駅に改称[39]。
- 1941年（昭和16年）9月1日：貨物支線 東舞鶴駅 - 東舞鶴港駅間が廃止。東舞鶴港駅が廃止[40]。
- 1944年（昭和19年）4月1日：舞鶴駅が西舞鶴駅に改称[41]。
- 1946年（昭和21年）9月1日：東門駅が北吸駅に改称[42]。
- 1949年（昭和24年）6月1日：日本国有鉄道法施行に伴い、公共企業体日本国有鉄道（国鉄）に移管。
- 1951年（昭和26年）9月1日：中筋信号場が駅に変更され、真倉駅として開業。
- 1960年（昭和35年）3月29日：淵垣駅が開業。
- 1966年（昭和41年）10月1日：海舞鶴駅が舞鶴港駅に改称。
- 1972年（昭和47年）
  - 10月1日：山陰本線綾部（舞鶴線経由）・宮津線西舞鶴 - 網野間で京都府内の国鉄線で最後の蒸気機関車運転、西舞鶴機関区所属の9600形蒸気機関車を使用。
  - 11月1日：中舞鶴線 (3.4 km) が廃止。北吸駅・中舞鶴駅が廃止。
- 1982年（昭和57年）10月15日：全線が自動信号化[43]。
- 1985年（昭和60年）
  - 3月14日：舞鶴港線 (1.8 km) が廃止[44]。舞鶴港駅が廃止[44]。
  - 5月23日 - 10月20日：西舞鶴駅 - 東舞鶴駅間を皮切りに列車妨害事故が発生。北近畿地区の電化に反対していた鉄道ファンの仕業[45][疑問点 – ノート]。
- 1987年（昭和62年）4月1日：国鉄分割民営化に伴い、西日本旅客鉄道（JR西日本）が承継。日本貨物鉄道（JR貨物）が梅迫駅 - 東舞鶴駅間の第二種鉄道事業者となる。綾部駅 - 梅迫駅間の貨物営業が廃止。
- 1991年（平成3年）4月1日：福知山支社から舞鶴鉄道部の直轄になる[46]。ワンマン運転開始[47][48]。
- 1996年（平成8年）7月13日：東舞鶴駅付近が高架化[49][50]。
- 1997年（平成9年）10月13日：電化工事に着手[51]。
- 1999年（平成11年）
  - 3月31日：日本貨物鉄道の第二種鉄道事業（梅迫駅 - 東舞鶴駅間）が廃止[52]。
  - 10月2日：綾部駅 - 東舞鶴駅間が電化。特急「まいづる」が運転開始[53]。
- 2006年（平成18年）7月1日：舞鶴鉄道部が廃止され、福知山支社の直轄に戻る[54]。
- 2015年（平成27年）3月14日：路線記号が本格導入開始[55]。
- 2021年（令和3年）3月13日：綾部駅・西舞鶴駅・東舞鶴駅でICOCA等の交通系ICカードが利用可能になる[4]。ダイヤ改正で快速列車が消滅[4]。

## 駅一覧
- 停車駅
  - 普通…全駅に停車
  - 特急…「まいづる (列車)」参照
- 線路（全線単線） … ◇：列車交換可能、｜：列車交換不可
- 全駅京都府内に所在

| 駅名     | 営業キロ | 営業キロ | 接続路線                                            | 線路 | 所在地 |
| 駅名     | 駅間     | 累計     | 接続路線                                            | 線路 | 所在地 |
| -------- | -------- | -------- | --------------------------------------------------- | ---- | ------ |
| 綾部駅   | -        | 0.0      | 西日本旅客鉄道： 山陰本線                           | ◇    | 綾部市 |
| 淵垣駅   | 5.3      | 5.3      |                                                     | ｜   | 綾部市 |
| 梅迫駅   | 2.9      | 8.2      |                                                     | ◇    | 綾部市 |
| 真倉駅   | 7.3      | 15.5     |                                                     | ◇    | 舞鶴市 |
| 西舞鶴駅 | 4.0      | 19.5     | WILLER TRAINS（京都丹後鉄道）：宮津線（宮舞線：M8） | ◇    | 舞鶴市 |
| 東舞鶴駅 | 6.9      | 26.4     | 西日本旅客鉄道：■小浜線                             | ◇    | 舞鶴市 |

綾部駅・西舞鶴駅・東舞鶴駅の3駅はJR西日本直営駅、淵垣駅・梅迫駅・真倉駅の3駅は無人駅である。
いずれも福知山駅の管理下に置かれている。

### 廃止区間
駅名は廃止時点のもの。（貨）は貨物駅を表す。( )内の数字は起点からの営業キロ（舞鶴港線・中舞鶴線の営業キロは路線記事を参照）。
貨物支線（舞鶴港線）
西舞鶴駅 - （貨）舞鶴港駅
支線（中舞鶴線）
東舞鶴駅 - 北吸駅 - 中舞鶴駅
貨物支線
東舞鶴駅 (0.0km) - （貨）東舞鶴港駅 (1.3km)